# Vámana
Vámana (dévanágari:वामन,), a törpe, a hinduizmus mitikus alakja, Visnu isten ötödik megtestesülése, avatárája. Vámana a hindu mitológia szerint az emberiség ezüstkorszakában, az áldozatok korában, a Tréta-jugában jelent meg és Bali démont leckéztette meg. Vámana a törpe brahmána három lépésnyí területet kért Balitól, amikor az ebbe beleegyezett, hatalmasra nőtt, és három lépéssel mindhárom világot bejárta, így Balinak semmi sem maradt.

## Vámana legendája

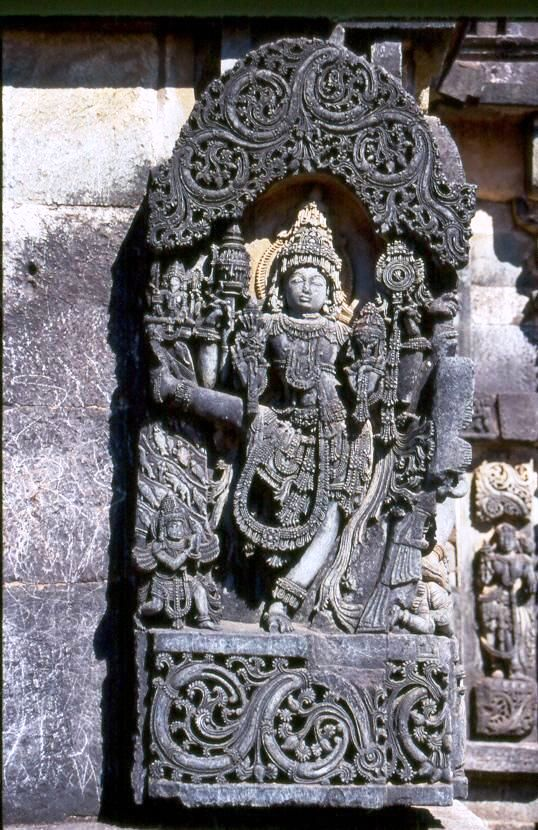
Vámana szobor a Hojszala dinasztia korából, Karnátaka, India

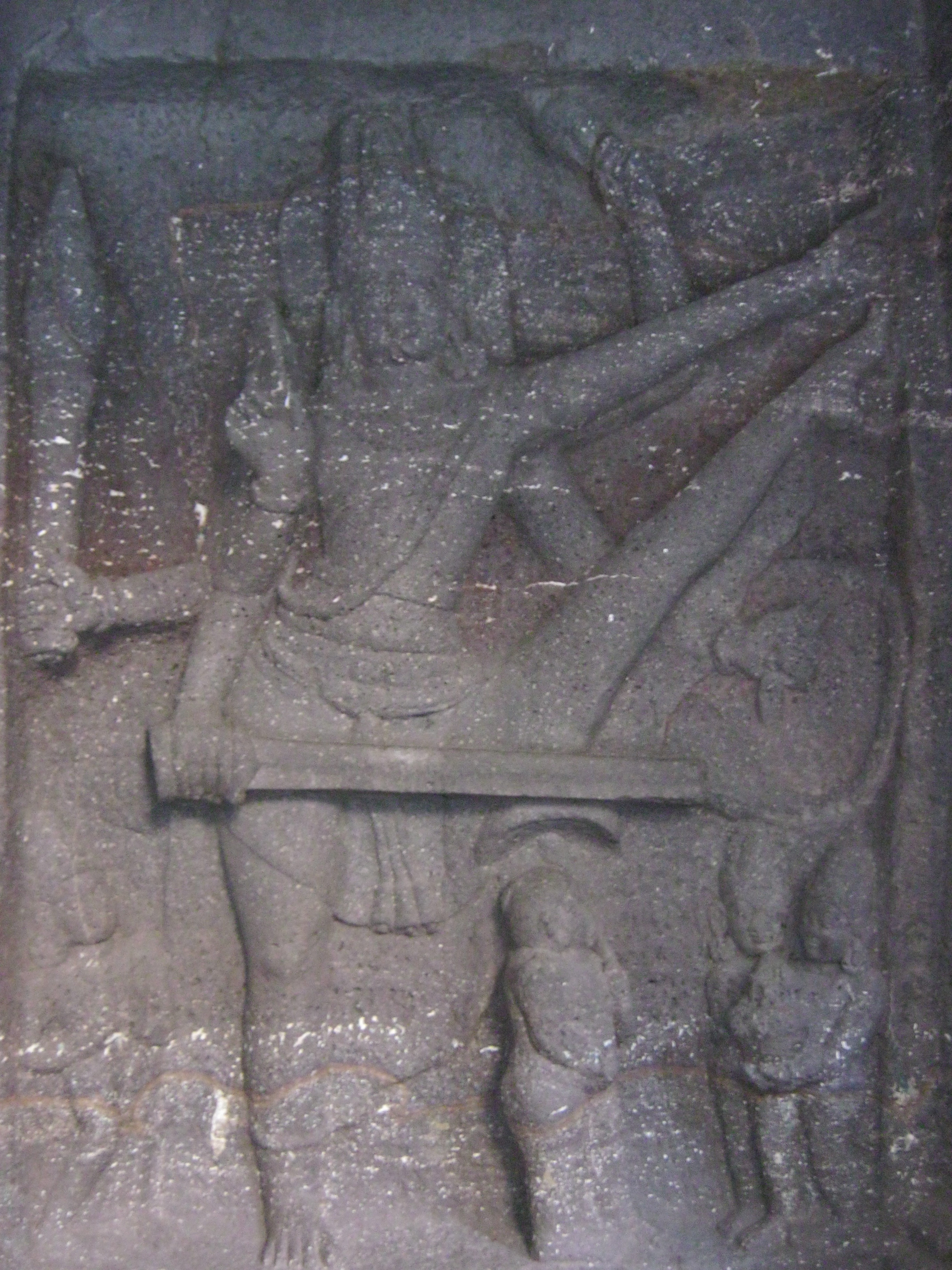
Vámana

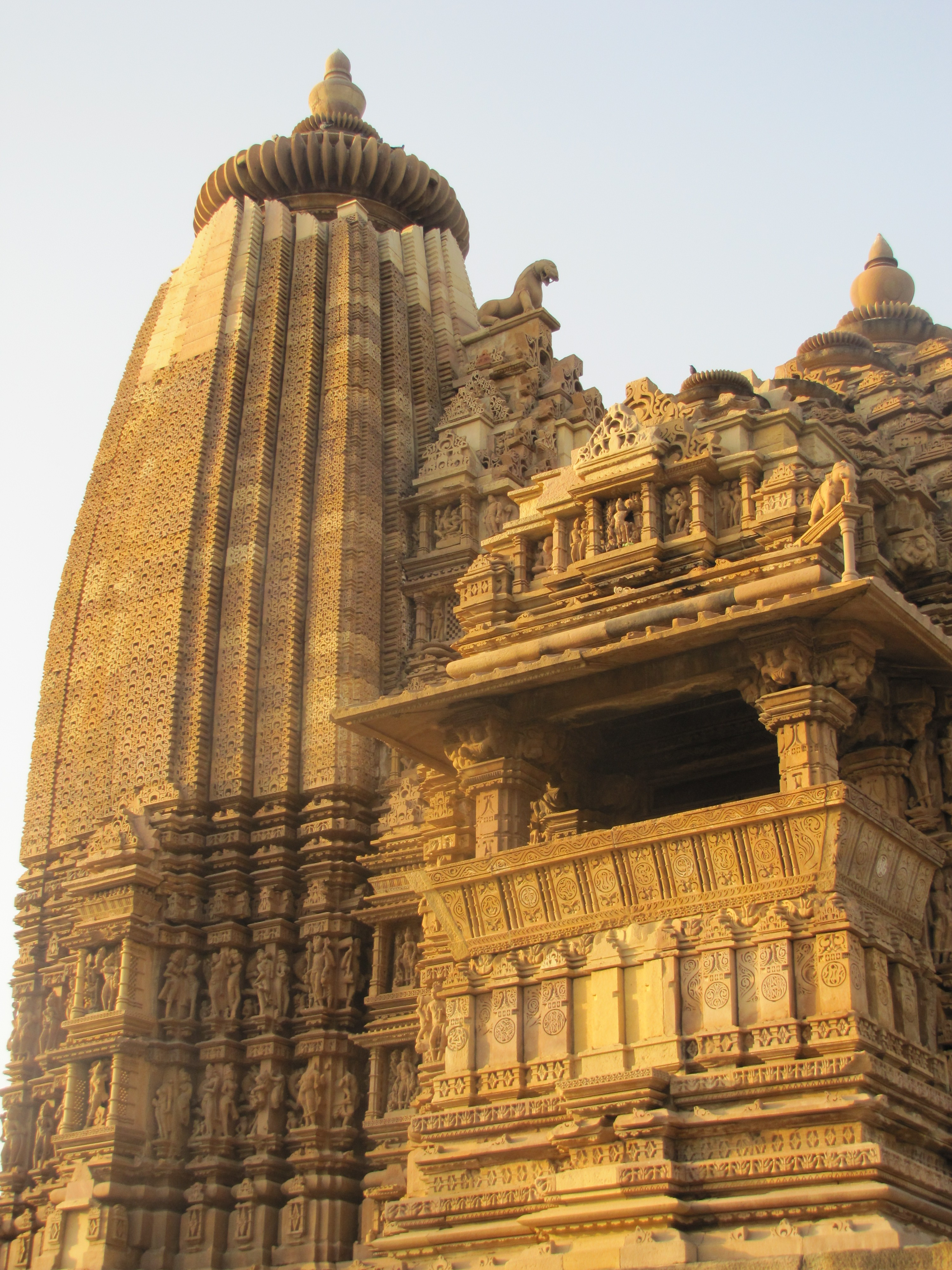
Vámana templom, Khadzsuráhó, India

Az aszurák (ellenistenségek, démonok) között is voltak olyanok akik hittek Visnuban. A daitják nemzetségéből származó két testvért, Hiranjaksát és Hiranjakasiput erős hitének jutalmaként Visnu kapuőrnek emelte ki palotájába. Egyszer az ősbölcsek, a risik érkeztek a kapuhoz, nekik állandó szabad bejárásuk volt Visnuhoz. A kapuőrök ezt nem tudták, és egyre erőszakosabban léptek fel a risik ellen. Ekkor az egyik risi, Durvásza, megátkozta a kapuőröket, hogy alantasabb létformában szülessenek újra a Földön. A nagy szentek átkát  Visnu már nem változtathatta meg, a két aszúra lehanyatlott a földre. Újjászületésük után nem emlékeztek a történtekre, de arra igen, hogy az istenek részéről méltánytalanság érte őket.
Hiranjakasipu hatalmas királyként uralkodott a Földön, ám önteltségéért Visnu negyedik avatárája, Naraszimha büntette meg. Helyére fia, a Visnut tisztelő Prahláda lépett a Daitják nemzetségének élére. Prahládát fia, Bali követte.
Bali mély áhítattal hódolt Visnunak, a legnagyobb áldozatokat mutatta be, ezzel a föld leghatalmasabb uralkodójává vált,  mert a mély áhítat, a gondolat nagy összeszedettsége annyira eredményes, hogy még az istenek is kénytelenek fejet hajtani előtte. Még egy áldozat, és Balit már az istenek se tudják megállítani, hatalma olyan nagy és elsöprő erejű lesz. Indra és a többi isten ekkor Visnutól kért segítséget.
Visnu egy apró termetű brahman képében, Vámanaként lépett Bali elé, kezében a zarándokok ivókobakjával és pálmalevél napernyőjével. Bali a szent brahmanokat megillető tisztelettel fogadta, vendégül látta, és megkérdezte milyen ajándékot adhatna neki. Vámana csak annyit kér a királytól, hogy adjon neki annyi helyet, amit három lépéssel átléphet. Bali készségesen beleegyezett.
Vámana ekkor hatalmasra nőtt, és három lépéssel mindhárom világot, a felső világot, az alvilágot és a földet is átlépte. Balinak semmi sem maradt. A három lépés mint trivikrama ismert. Végül Balinak és népének az alvilágban biztosított egy kis helyet.
Így óvta meg a világ egyensúlyát Visnu ötödik avatárája, Vámana.

## A Föld kiterjesztése az óind mondakörben
Már a legősibb védában, a Rigvédában megjelenik a monda alapja, ahol Visnu egyetlen tette itt az, hogy három lépéssel kiterjeszti a világot, majd odaadja az első embernek, Manunak. A Visnu szó jelentése kiterjesztő.
A Föld kiterjesztése megjelenik már az ősi mondákban is, ismerték nyelvrokonaik, az ősi irániak is, az ő szent könyvükben az Avesztában is megjelenik.
A kiterjesztés, mint földszerzési mód az őstársadalom gondolkodásával magyarázható. Számukra a föld azt a területet jelentette, amit bejárhattak, amit birtokolhattak. Erre mutat az is, hogy a két szomszéd nép, az iráni és az ind ősi nyelvén az ind gátu illetve az óind gáthu szó egyszerre jelentett lépést, járást, területet és helyet. Mai napig fennmaradt az az ősi szokás a világon máshol is, hogy az új település helyét körbejárják, ezzel veszik birtokba.

## Bali mint Ajándék
A Bali név jelentése Ajándék, Nagy Bali, Mahábali néven is nevezik. Érdekessége a mondának, hogy Bali tényleg ajándék a világ számára, erényes és jó uralkodó, tiszteli az isteneket is. Bár a dévák (istenek) kérésére Visnu eltávolítja Vámanát a Földről, de az alvilágban biztosít számára helyet, hogy amikor eljön az ő ideje, visszatérjen a Földre. A monda tulajdonképpen azt a történelmi korszakot rajzolja meg, amikor az óind (árja) harcosok - a hős Indra vezetésével - megszerzik az uralmat a helyi népek felett. A monda azért formálódott így, mert az emberekben tovább él a remény, hogy egyszer még visszatér az a letűnt korszak.

## Ünnepek, Templomok
Augusztus-szeptember folyamán ünneplik Vámanát. A szentírások javaslata szerint a hívő emberek ezen a napon  Visnut Vámana formájában érdemes imádni. Úgy tartják, hogy aki megtartja ezt az ünnepet – és ezen a napon adományoz a bráhmanáknak is – az a következő életében királyként fog megszületni egy olyan mennyei királyságban, mint amilyen Bali királyé volt.

## Vámana-purána
A Vámana-purána a tizennyolc fő puránához tartozik, annak is a Brahmához tartozó csoportjába.